# جون إنجلر
جون إنجلر (بالإنجليزية: John Engler)‏ مواليد 12 أكتوبر 1948 في ميشيغان، الولايات المتحدة، هو سياسي أمريكي وعضو في الحزب الجمهوري شغل منصب حاكم ولاية ميشيغان من سنة 1991 إلى 2003.

## النشأة
ولد في ماونت بليزانت في ميشيغان وتخرج من جامعة ولاية ميشيغان بتخصص اقتصاد زراعي.